# Region Centre (Togo)
Region Centre – jeden z pięciu regionów Togo. Jego stolicą jest drugie pod względem ludności miasto państwa - Sokodé. Poza tym, na terenie regionu znajdują się jeszcze trzy miasta liczące powyżej 9 000 mieszkańców: Sotouboua, Tchamba oraz Blitta. Region graniczy od wschodu z Beninem, od zachodu z Ghaną, od północy z regionem Kara, a od południa z regionem Plateaux.
Region Centre dzieli się na cztery prefektury: Blitta, Sotouboua, Tchamba, Tchaoudjo.